# Mario Capecchi
Mario Renato Capecchi (Verona, Italia, 6 de octubre de 1937) es un genetista molecular italo-estadounidense, ganador del Premio Nobel de Fisiología o Medicina en 2007 junto a Oliver Smithies y Martin Evans. Actualmente es profesor distinguido  de Genética Humana y Biología en la Escuela de Medicina de la Universidad de Utah.

## Biografía
Al poco de nacer, su padre se alistó en las fuerzas italianas que combatían en África durante la Segunda Guerra Mundial. Temiendo por el futuro de la madre del pequeño, de origen estadounidense, poeta y profesora de La Sorbona, deja dinero a una familia de campesinos para que cuidasen de su hijo en el caso de que la madre fuese encarcelada. Efectivamente, en 1940, arrestaron a la madre de Capecchi y la llevaron al Campo de concentración de Dachau, y al niño lo dejaron al cuidado de esa familia de campesinos. Al acabarse el dinero, un año después, abandonan a Capecchi en la calle y sobrevive en ésta durante varios años, sumándose a pandillas juveniles italianas.
En 1946 enfermó de tifus y fue internado en un hospital de Reggio Emilia. Allí lo encuentra su madre, que había sobrevivido al campo de concentración y había sido liberada un año antes. A partir de ese momento se dedicó a la búsqueda afanosa de su hijo. Ese año, Capecchi y su madre emigran a Estados Unidos, donde los acoge la familia de su madre. Allí estudió y trabajó desde entonces. Se doctoró en 1967 en biofísica en la Universidad de Harvard. Tuvo como tutor de tesis doctoral a James Dewey Watson. En 1969 se convierte en profesor asistente en el departamento de bioquímica de la Escuela Médica de Harvard. En 1971 lo nombran profesor asociado. En 1973 se muda a la Universidad de Utah. Desde 1988 Capecchi colabora también con el Instituto Médico Howard Hughes. Actualmente es miembro de la Academia Nacional de Ciencias de Estados Unidos.
En 2007 fue galardonado con el Premio Nobel de Medicina o Fisiología, junto con Martin Evans y Oliver Smithies, «por sus trabajos sobre células madre y manipulación genética en modelos animales». Este galardón no cogió por sorpresa a la comunidad científica, que desde hacía bastante tiempo utilizaba su técnica de gene targeting para "construir" ratones portadores de mutaciones genéticas.